# Gaja Gamini
Gaja Gamini est un film indien réalisé par le peintre M. F. Husain et sorti en 2000.

## Fiche technique
- Réalisateur : M. F. Husain
- Pays : Inde
- Année : 2000
- Genre : Romantique
- Scénariste : M. F. Husain
- Compositeur : Dr Bhupen Hazarika
- Producteur : Rakesh Nath
- Durée : 155 minutes

## Distribution
- Madhuri Dixit
- Shahrukh Khan
- Shabana Azmi
- Naseeruddin Shah